# Морской епископ

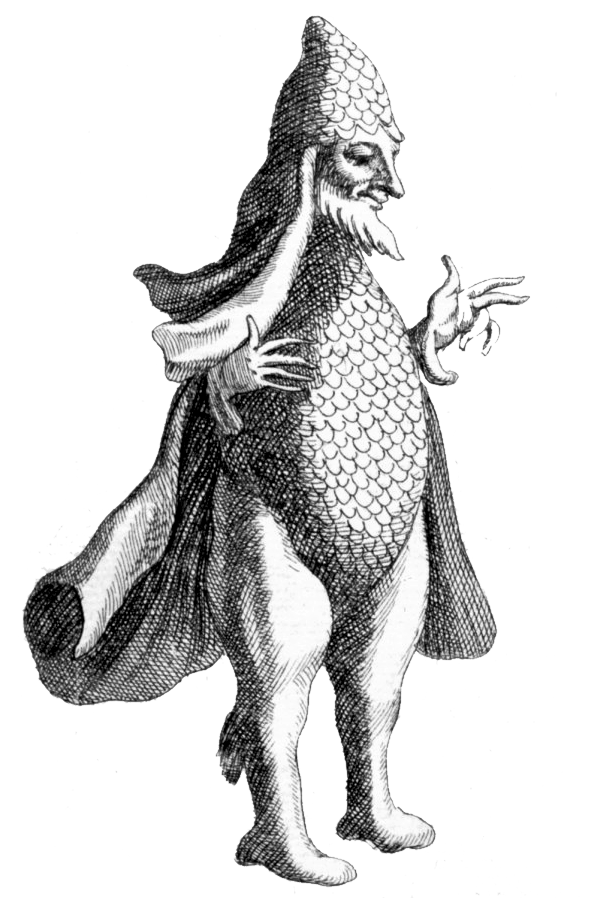
Морской епископ
Средневековая иллюстрация

Морской епископ (Рыба-епископ) — в европейском фольклоре — мифическое существо, якобы живущее в Балтийском море. Рождение легенды относят к XVI веку.

## Предполагаемый внешний вид
По сохранившимся описаниям, морской епископ напоминал крупную чешуйчатую рыбу с острыми боковыми плавниками и плавником на спине, якобы таким широким, что рыба могла использовать его вместо плаща, и острым гребнем на голове, напоминающим епископскую митру, за который данное существо и получило своё наименование.

## Легенда

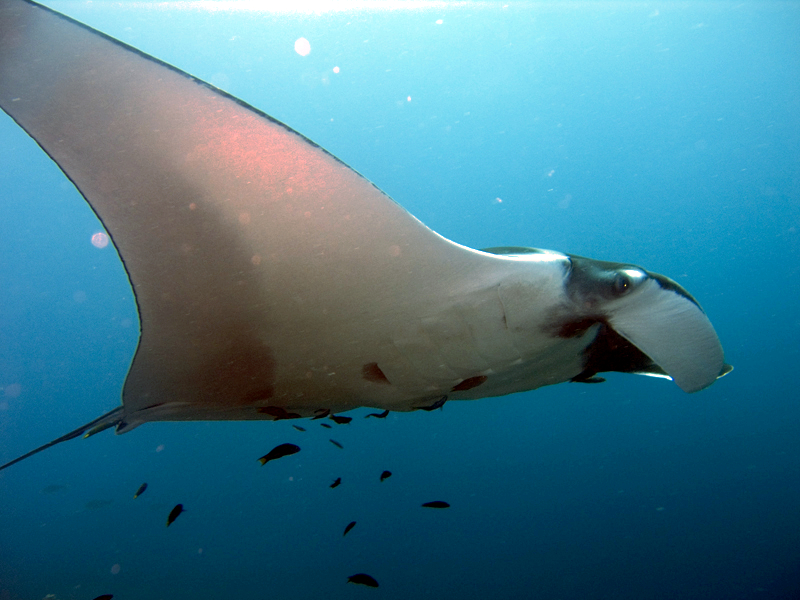
Его вероятный прототип — гигантская манта

По легенде, морской епископ впервые попался в сети польским рыбакам в 1433 году. Диковинное существо было доставлено королю. К морскому епископу обращались по-польски  и по-латыни, но он молчал в ответ, печально глядя на людей большими прозрачными глазами.
Морской епископ отказывался от любой пищи — а предлагали ему рыбу и мясо — и хирел на глазах. В конце концов, он якобы сумел обратиться к группе католических епископов, и знаками просил их отпустить его в море. Епископам с большим трудом удалось уговорить короля, и наконец благодарное существо, осенив окружающих крестом, навсегда скрылось в водах Балтики.
Ещё один морской епископ якобы попался с сети уже в Германии в 1531 году, но прожил в неволе только два дня. Именно его изображает Конрад Геснер в своей «Истории животных» (Historia Animalium).

## Мнение науки
Предполагается, что морской епископ на самом деле является гигантской мантой, действительно имеющей головной гребень и широкие плавники. Воображение легко может придать ей сходство с человеком.

## Морской епископ в современной культуре
Пластиковая фигурка морского епископа входит в игрушечный набор «Монстры в моем кармане #58» — достаточно популярный в англоговорящих странах.